# Coloeus
Coloeus  (kauwen) is een geslacht van zangvogels uit de familie Corvidae (kraaien). Het geslacht heeft maar twee soorten, die vroeger beide als ondersoort werden beschouwd van de kauw en meestal werden ingedeeld bij het geslacht Corvus. Sinds 1903 zijn er auteurs die deze twee kauwensoorten in een apart genus Coloeus zetten. Modern moleculair genetisch onderzoek bevestigde deze aparte positie. Daarom staan de kauwen in de IOC World Bird List onder het geslacht Coloeus, maar deze indeling vindt nog weinig navolging, op de meeste checklists staan de kauwen nog als Corvus monedula en C. dauuricus.

## Soorten
Het geslacht kent de volgende soorten:
- Coloeus dauuricus  – Daurische kauw
- Coloeus monedula  – Kauw